# Marolles-sur-Seine
Pour les articles homonymes, voir Marolles.
Marolles-sur-Seine est une commune française située dans le département de Seine-et-Marne en région Île-de-France.

## Géographie

### Localisation
Le village est situé à 7 km à l'est de Montereau-Fault-Yonne sur la rive gauche de la Seine. La commune s'étend sur un axe est-ouest de part et d'autre de la Seine, bordée au sud par l'Yonne.

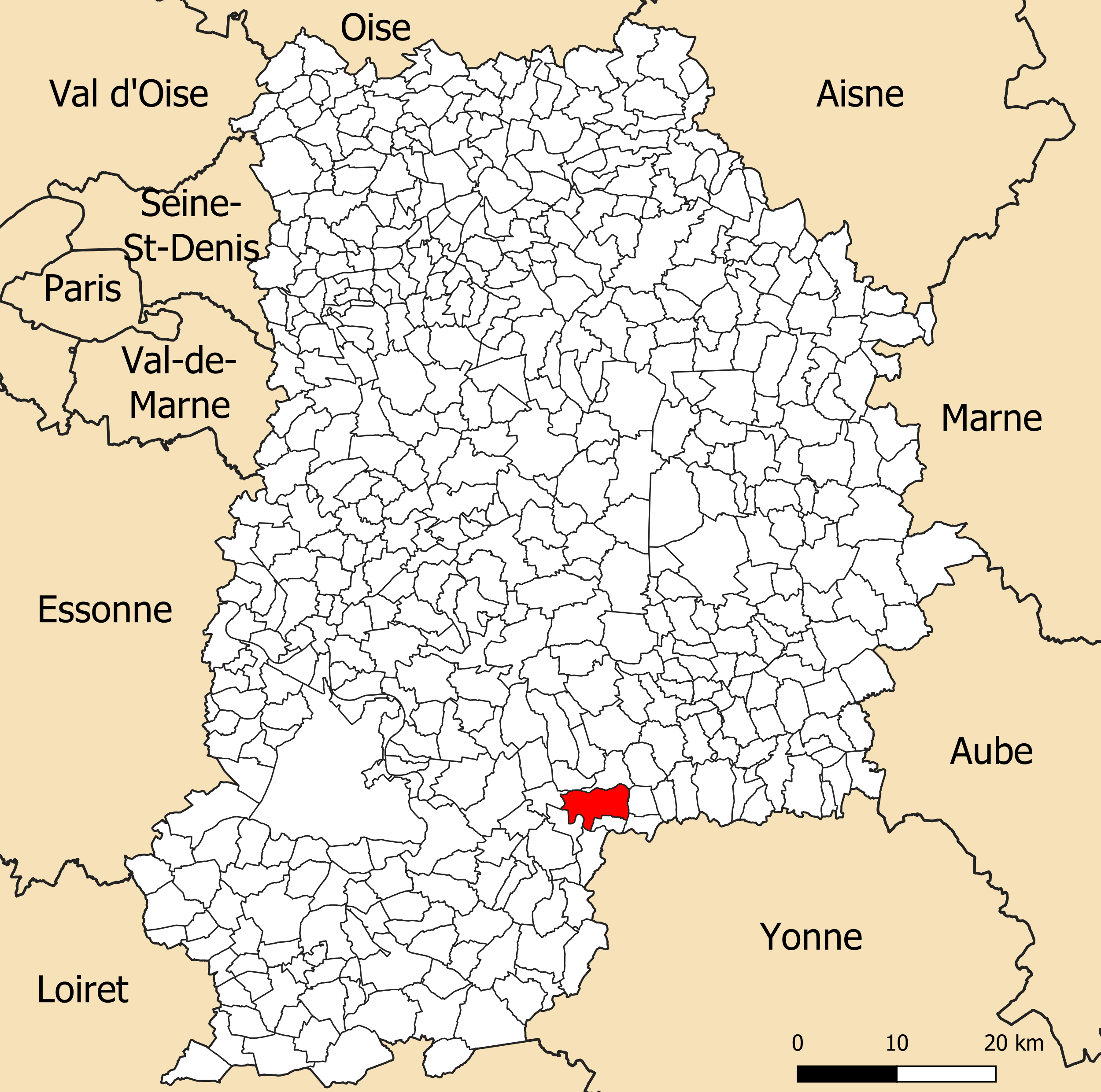
Localisation de la commune de Marolles-sur-Seine dans le département de Seine-et-Marne.

### Communes limitrophes

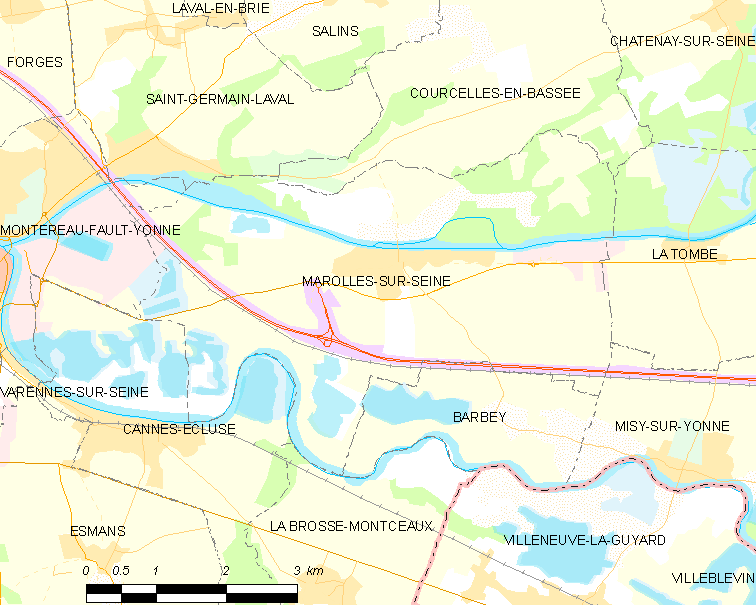
Carte des communes limitrophes de Marolles-sur-Seine.

| Saint-Germain-Laval   | Courcelles-en-Bassée |                         |
| Montereau-Fault-Yonne | Marolles-sur-Seine   | La Tombe Misy-sur-Yonne |
| Cannes-Écluse         | La Brosse-Montceaux  | Barbey                  |

### Géologie et relief
La commune est classée en zone de sismicité 1, correspondant à une sismicité très faible. L'altitude varie de 46 mètres à 70 mètres pour le point le plus haut , le centre du bourg se situant à environ 54 mètres d'altitude (mairie).

### Hydrographie

#### Réseau hydrographique

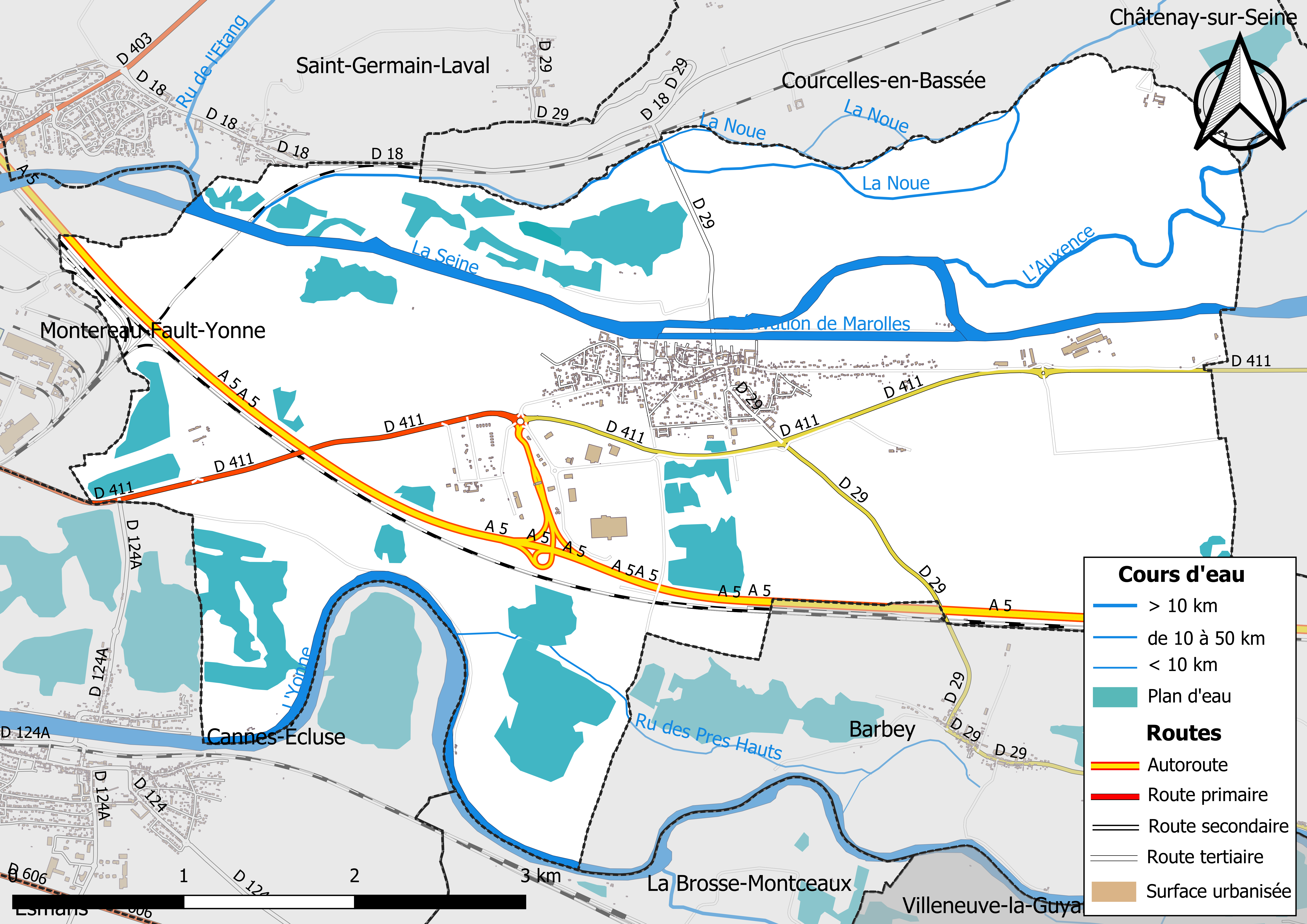
Carte des réseaux hydrographique et routier de Marolles-sur-Seine.

Le réseau hydrographique de la commune se compose de neuf cours d'eau référencés :
- la Seine, fleuve long de 774,76 km[3], ainsi que :
  - un bras de 0,76 km[4] ;
  - la dérivation de Marolles, canal de  2,04 km[5], qui conflue avec la Seine
  - l’ Yonne, longue de 292,34 km[6], principal affluent gauche de la Seine ;
    - le ru des Prés Hauts, 3,68 km[7], affluent de l’Yonne ;

  - la rivière Auxence (ou la Vieille Seine), longue de 34,18 km[8], affluent en rive droite de la Seine ;
    - le fossé 01 de la Gravière , 1,41 km[9] qui conflue avec l’Auxence ;

  - la rivière La Noue, 6,94 km[10], affluent de la Seine, ainsi que :
    - un bras de 2,24 km[11].

La longueur totale des cours d'eau sur la commune est de 21,82 km.

#### Gestion des cours d'eau
Afin d’atteindre le bon état des eaux imposé par la Directive-cadre sur l'eau du 23 octobre 2000, plusieurs outils de gestion intégrée s’articulent à différentes échelles : le SDAGE, à l’échelle du bassin hydrographique, et le SAGE, à l’échelle locale. Ce dernier fixe les objectifs généraux d’utilisation, de mise en valeur et de protection quantitative et qualitative des ressources en eau superficielle et souterraine. Le département de Seine-et-Marne est couvert par six SAGE, au sein du bassin Seine-Normandie.
La commune fait partie du SAGE « Bassée Voulzie », en cours d'élaboration en décembre 2020. Le territoire de ce SAGE concerne 144 communes dont 73 en Seine-et-Marne, 50 dans l'Aube, 15 dans la Marne et 6 dans l'Yonne, pour une superficie de 1 710 km2,. Le pilotage et l’animation du SAGE sont assurés par Syndicat Mixte Ouvert de l’eau potable, de l’assainissement collectif, de l’assainissement non collectif, des milieux aquatiques et de la démoustication (SDDEA), qualifié de « structure porteuse ».

### Climat
Pour des articles plus généraux, voir Climat de l'Île-de-France et Climat de Seine-et-Marne.
En 2010, le climat de la commune est de type climat océanique dégradé des plaines du Centre et du Nord, selon une étude du CNRS s'appuyant sur une série de données couvrant la période 1971-2000. En 2020, Météo-France publie une typologie des climats de la France métropolitaine dans laquelle la commune est exposée à un climat océanique altéré et est dans la région climatique Nord-est du bassin Parisien, caractérisée par un ensoleillement médiocre, une pluviométrie moyenne régulièrement répartie au cours de l’année et un hiver froid (3 °C).
Pour la période 1971-2000, la température annuelle moyenne est de 11,2 °C, avec une amplitude thermique annuelle de 15,7 °C. Le cumul annuel moyen de précipitations est de 704 mm, avec 11,1 jours de précipitations en janvier et 7,4 jours en juillet. Pour la période 1991-2020, la température moyenne annuelle observée sur la station météorologique la plus proche, située sur la commune de La Brosse-Montceaux à 5 km à vol d'oiseau, est de 12,0 °C et le cumul annuel moyen de précipitations est de 652,9 mm,. Pour l'avenir, les paramètres climatiques de la commune estimés pour 2050 selon différents scénarios d'émission de gaz à effet de serre sont consultables sur un site dédié publié par Météo-France en novembre 2022.
| Mois                                  | jan.             | fév.             | mars           | avril         | mai           | juin           | jui.           | août         | sep.           | oct.            | nov.            | déc.             | année      |
| ------------------------------------- | ---------------- | ---------------- | -------------- | ------------- | ------------- | -------------- | -------------- | ------------ | -------------- | --------------- | --------------- | ---------------- | ---------- |
| Température minimale moyenne (°C)     | 2                | 1,8              | 3,7            | 5,6           | 9,2           | 12,3           | 14,4           | 14,2         | 11,1           | 8,5             | 4,9             | 2,6              | 7,5        |
| Température moyenne (°C)              | 4,5              | 5                | 8,1            | 10,9          | 14,6          | 18             | 20,4           | 20,2         | 16,4           | 12,5            | 7,8             | 5,1              | 12         |
| Température maximale moyenne (°C)     | 7                | 8,3              | 12,6           | 16,3          | 20            | 23,6           | 26,4           | 26,1         | 21,7           | 16,6            | 10,7            | 7,5              | 16,4       |
| Record de froid (°C) date du record   | −20,5 17.01.1985 | −14,8 25.02.1986 | −10,4 01.03.05 | −3,5 09.04.03 | −0,1 03.05.21 | 2,5 04.06.1991 | 5,2 04.07.1984 | 4 29.08.1986 | 1,5 19.09.1977 | −3,2 30.10.1997 | −9,2 24.11.1998 | −15,5 31.12.1985 | −20,5 1985 |
| Record de chaleur (°C) date du record | 16,5 01.01.23    | 21,4 27.02.19    | 25,4 31.03.21  | 28,5 25.04.07 | 32,5 28.05.17 | 38,9 27.06.11  | 42,9 25.07.19  | 40 06.08.03  | 35,5 14.09.20  | 31 01.10.1985   | 22,5 07.11.15   | 18,3 16.12.1989  | 42,9 2019  |
| Précipitations (mm)                   | 51               | 47,7             | 47,5           | 51,7          | 60,1          | 53,3           | 51,6           | 52,3         | 51,3           | 63,3            | 59,9            | 63,2             | 652,9      |

### Milieux naturels et biodiversité

#### Espaces protégés
La protection réglementaire est le mode d’intervention le plus fort pour préserver des espaces naturels remarquables et leur biodiversité associée,.
Deux espaces protégés sont présents dans la commune : 
- la « Héronnière des Motteux », objet d'un arrêté préfectoral de protection de biotope, d'une superficie de 41 ha[24] ;
- le « Carreau Franc », objet d'un arrêté préfectoral de protection de biotope, d'une superficie de 26 ha[25].

#### Réseau Natura 2000

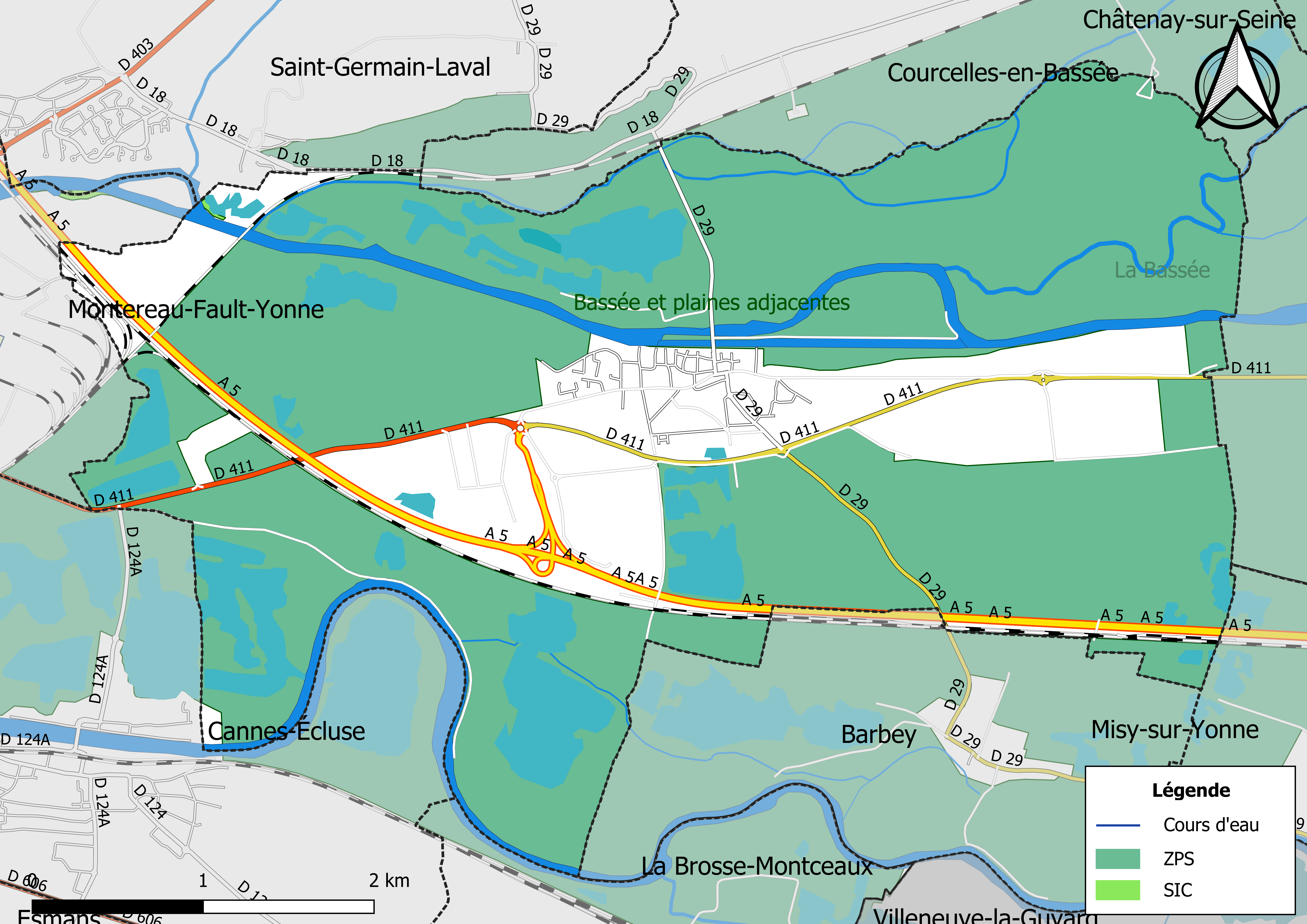
Sites Natura 2000 sur le territoire communal.

Le réseau Natura 2000 est un réseau écologique européen de sites naturels d’intérêt écologique élaboré à partir des Directives « Habitats » et « Oiseaux ». Ce réseau est constitué de Zones spéciales de conservation (ZSC) et de Zones de protection spéciale (ZPS). Dans les zones de ce réseau, les États Membres s'engagent à maintenir dans un état de conservation favorable les types d'habitats et d'espèces concernés, par le biais de mesures réglementaires, administratives ou contractuelles.
Un site Natura 2000 a été défini sur la commune au titre de la « directive Habitats », : 
- la « Bassée », d'une superficie de 1 403 ha, une vaste plaine alluviale de la Seine. Elle abrite la plus grande et l’une des dernières forêts alluviales du Bassin parisien ainsi qu’un ensemble relictuel de prairies humides[28],[29].

et un  au titre de la « directive Oiseaux » :  
- la « Bassée et plaines adjacentes », d'une superficie de 27 643 ha, une vaste plaine alluviale de la Seine bordée par un coteau marqué au nord et par un plateau agricole au sud. Elle abrite une importante diversité de milieux qui conditionnent la présence d’une avifaune très riche[30],[31].

#### Zones naturelles d'intérêt écologique, faunistique et floristique
L’inventaire des zones naturelles d'intérêt écologique, faunistique et floristique (ZNIEFF) a pour objectif de réaliser une couverture des zones les plus intéressantes sur le plan écologique, essentiellement dans la perspective d’améliorer la connaissance du patrimoine naturel national et de fournir aux différents décideurs un outil d’aide à la prise en compte de l’environnement dans l’aménagement du territoire.
Le territoire communal de Marolles-sur-Seine comprend huit ZNIEFF de type 1,, : 
- les « bois alluvial de l'Hermitage » (63,5 ha), couvrant 2 communes du département[33] ;
- le « Bois de Châlon » (82,7 ha), couvrant 2 communes du département[34] ;
- la « héronnière de Marolles "Les Motteux" » (40,92 ha)[35] ;
- les « noue, plans d'eau et bois de Veuve » (155,02 ha), couvrant 2 communes du département[36] ;
- le « plan d'eau des Préaux à Marolles » (108,27 ha)[37] ;
- les « plans d'eau de Cannes-Ecluse » (237,8 ha), couvrant 3 communes du département[38] ;
- la « Réserve ornithologique du Carreau-Franc » (23,64 ha)[39] ;
- la « Rivière Auxence, de Châtenay-sur-Seine à la Confluence » (38,27 ha), couvrant 4 communes du département[40] ;

et deux ZNIEFF de type 2, : 
- la « Basse vallée de l'Yonne » (1 658,38 ha), couvrant 6 communes du département[41] ;
- la « vallée de la Seine entre Montereau et Melz-sur-Seine (Bassée) » (14 216,75 ha), couvrant 26 communes du département[42].

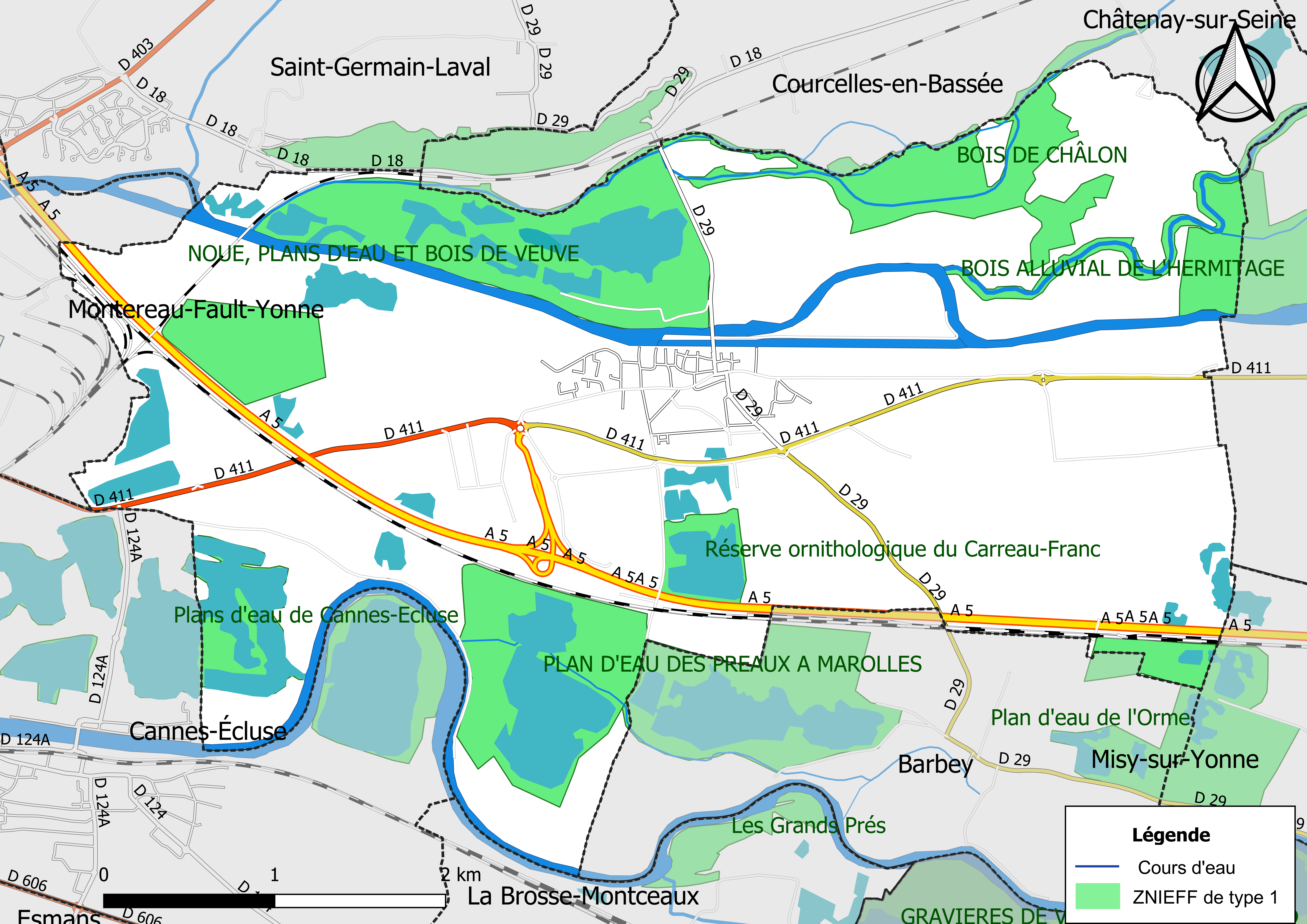
Carte des ZNIEFF de type 1 de la commune.
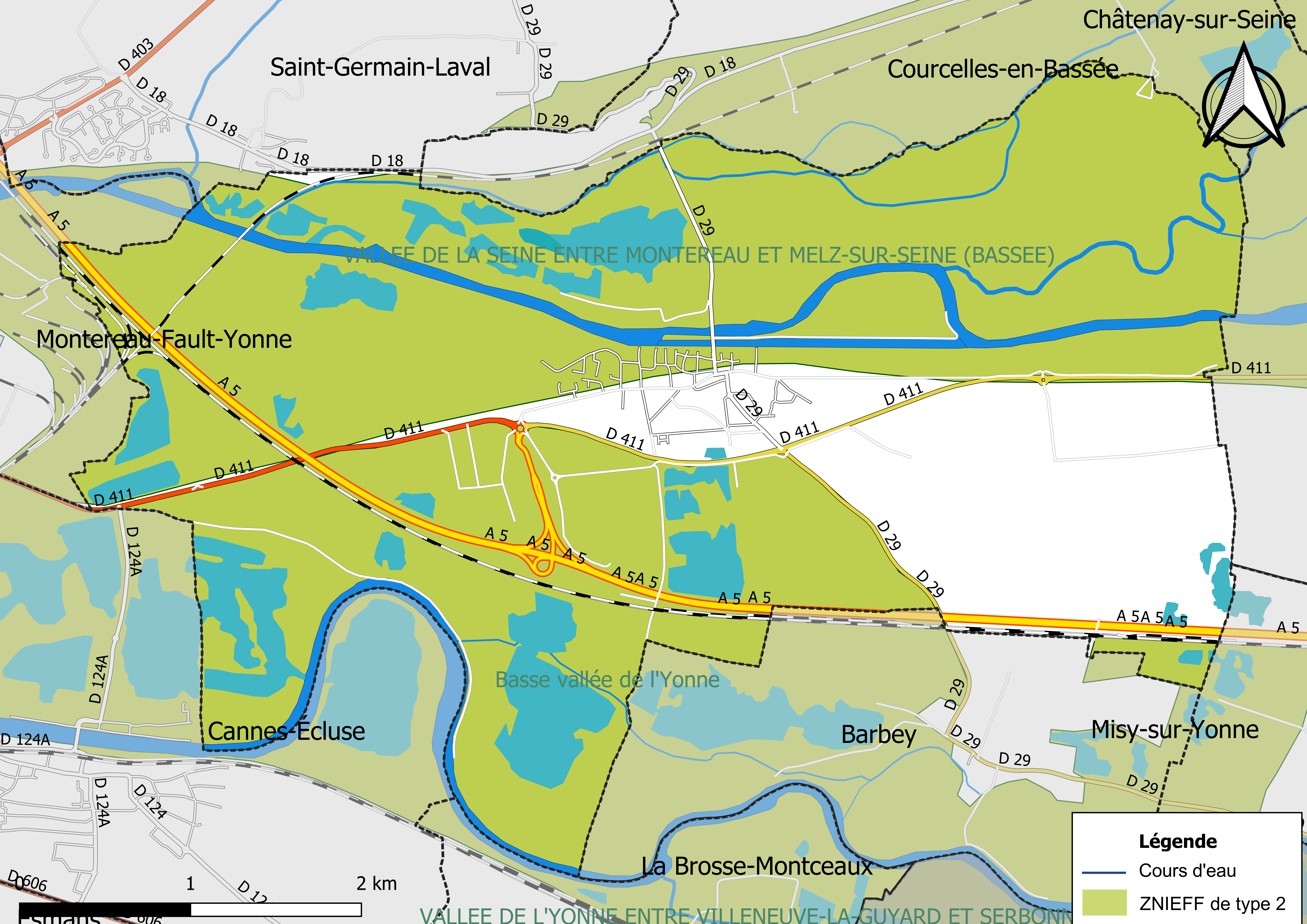
Carte des ZNIEFF de type 2 de la commune.

## Urbanisme

### Typologie
Au 1er janvier 2024, Marolles-sur-Seine est catégorisée bourg rural, selon la nouvelle grille communale de densité à sept niveaux définie par l'Insee en 2022.
Elle est située hors unité urbaine. Par ailleurs la commune fait partie de l'aire d'attraction de Paris, dont elle est une commune de la couronne,. Cette aire regroupe 1 929 communes,.

### Lieux-dits et écarts
La commune compte 86 lieux-dits administratifs répertoriés consultables ici dont Motteux, Saint-Donain (source : le fichier Fantoir).

### Occupation des sols
L'occupation des sols de la commune, telle qu'elle ressort de la base de données européenne d’occupation biophysique des sols Corine Land Cover (CLC), est marquée par l'importance des territoires agricoles (42,5 % en 2018), en diminution par rapport à 1990 (68,9 %). La répartition détaillée en 2018 est la suivante : 
terres arables (37,4 %), eaux continentales (19,3 %), forêts (11,9 %), mines, décharges et chantiers (11,2 %), zones industrielles ou commerciales et réseaux de communication (10,5 %), zones urbanisées (4,5 %), zones agricoles hétérogènes (3,7 %), prairies (1,4 %), milieux à végétation arbustive et/ou herbacée (0,1 %).
Parallèlement, L'Institut Paris Région, agence d'urbanisme de la région Île-de-France, a mis en place un inventaire numérique de l'occupation du sol de l'Île-de-France, dénommé le MOS (Mode d'occupation du sol), actualisé régulièrement depuis sa première édition en 1982. Réalisé à partir de photos aériennes, le Mos distingue les espaces naturels, agricoles et forestiers mais aussi les espaces urbains (habitat, infrastructures, équipements, activités économiques, etc.) selon une classification pouvant aller jusqu'à 81 postes, différente de celle de Corine Land Cover,,. L'Institut met également à disposition des outils permettant de visualiser par photo aérienne l'évolution de l'occupation des sols de la commune entre 1949 et 2018.

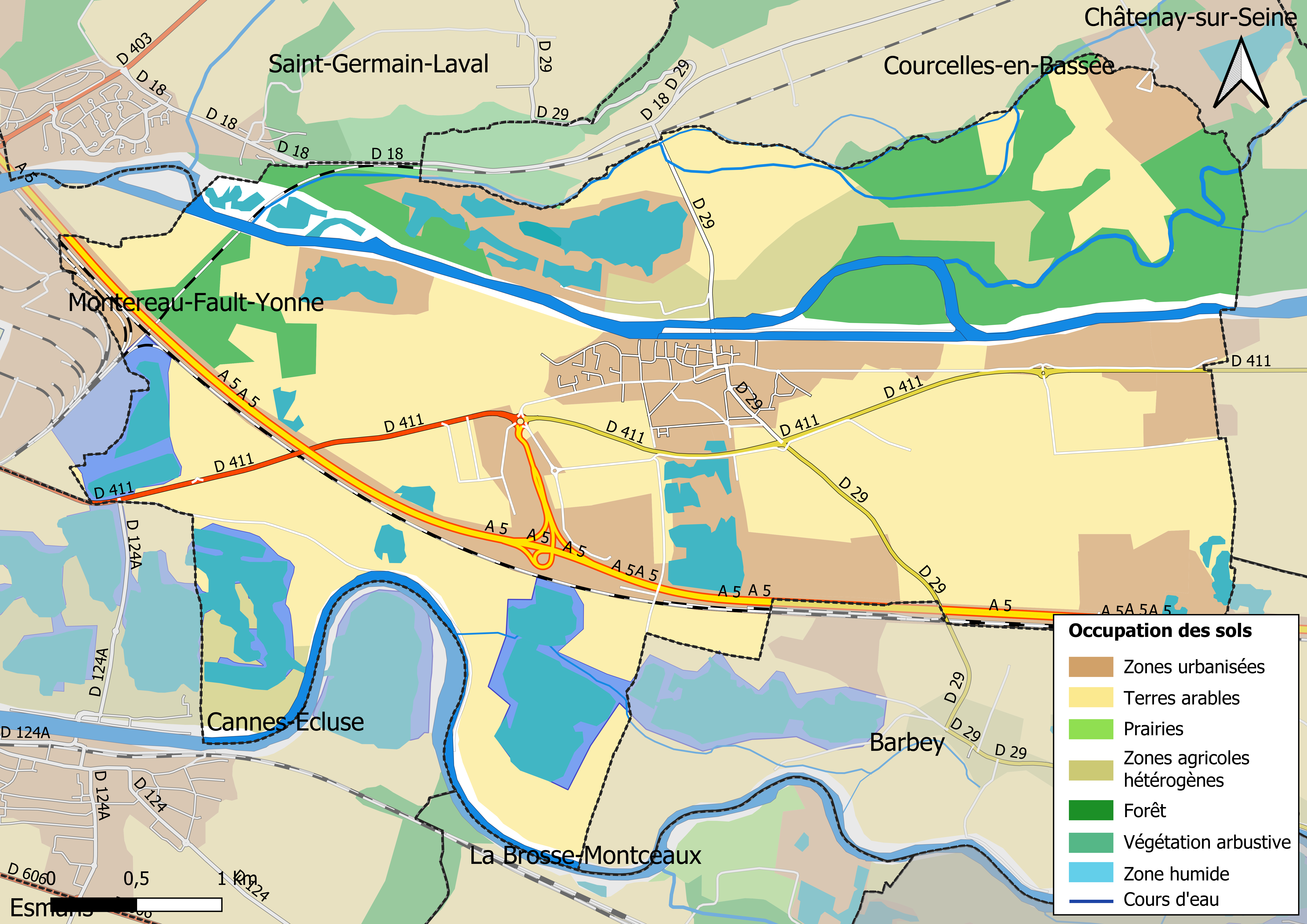
Carte des infrastructures et de l'occupation des sols en 2018 (CLC) de la commune.
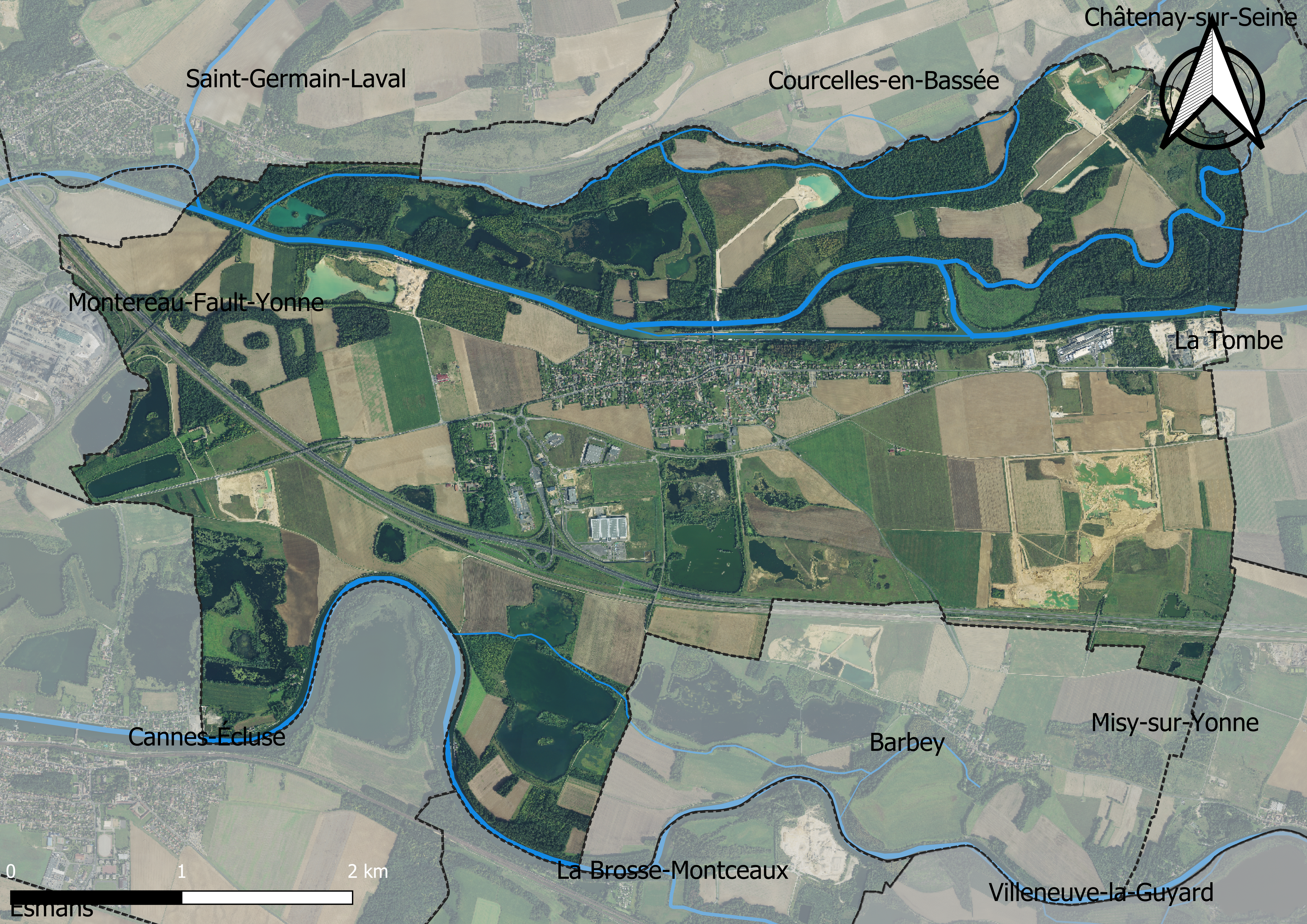
Carte orhophotogrammétrique de la commune.

### Planification
La loi SRU du 13 décembre 2000 a incité les communes à se regrouper au sein d’un établissement public, pour déterminer les partis d’aménagement de l’espace au sein d’un SCoT, un document d’orientation stratégique des politiques publiques à une grande échelle et à un horizon de 20 ans et s'imposant aux documents d'urbanisme locaux, les PLU (Plan local d'urbanisme). La commune est dans le territoire du SCOT Seine et Loing, dont le projet a été arrêté le 3 juillet 2019, porté par le syndicat mixte d’études et de programmation (SMEP) Seine et Loing rassemblant à la fois 44 communes et trois communautés de communes.
La commune disposait en 2019 d'un plan local d'urbanisme en révision. Le zonage réglementaire et le règlement associé peuvent être consultés sur le Géoportail de l'urbanisme.

### Logement
En 2017, le nombre total de logements dans la commune était de 702 dont 95,7 % de maisons (maisons de ville, corps de ferme, pavillons, etc.) et 4 % d'appartements.
Parmi ces logements, 91,5 % étaient des résidences principales, 2,7 % des résidences secondaires et 5,8 % des logements vacants.
La part des ménages fiscaux propriétaires de leur résidence principale s'élevait à 80,7 % contre 17 % de locataires dont, 4,7 % de logements HLM loués vides (logements sociaux) et, 2,3 % logés gratuitement.

### Voies de communication et transports

#### Transports
La commune est desservie par les lignes d'autocars : 
- No 3202 du réseau de bus Provinois - Brie et Seine (Fontaine-Fourches - Montereau-Fault-Yonne) ;
- No I du réseau de bus Pays de Montereau (Montereau-Fault-Yonne - Vinneuf).

## Toponymie
Le nom de la localité est mentionné sous les formes Villa Madriolas au VIe siècle, apud Mairolam en 1118.
Toponyme issu du latin mares, « marais ». Il est préférable d'y voir un toponyme bas latin Materiola, diminutif de materia « bois (de construction) » qui explique également Marolles-sous-Lignières (Aube, Matriole 1132), Marolles-sur-Seine (Seine-et-Marne, Madriolas vers 576). On notera ici la différence avec l'étymologie de Marolles-en-Brie, « grande clairière ».

## Histoire

### Préhistoire

#### Paléolithique
Tureau des Gardes
Le site du Tureau des Gardes est occupé au Magdalénien,. Son industrie lithique présente les mêmes caractéristiques hambourgiennes que celle de la Pierre-aux-Fées à Cepoy (à 50 km au sud dans le Loiret). Plus proche, le grand site magdalénien de Pincevent se trouve à quelque 7 km à l'ouest.
Le Grand Canton
Le Grand Canton est un autre site magdalénien sur la commune. Technologiquement et typologiquement, son industrie est en relation étroite avec celle du Tureau des Gardes voisin mais aussi celle de Marsangy (Yonne, ~50 km au sud-est).

#### Néolithique
Une maison du Néolithique dont le mobilier appartient au groupe de Cerny daté d'environ 3 000 ans av. J.-C., a été découverte au lieu-dit les Gours-aux-Lions 
en rive gauche (côté sud) de la Seine, 
près d'une gravière exploitée par la Société chimique et routière de la Gironde (S.G.R.E.G.),
à 8 km en amont de la confluence avec l'Yonne 
- ce qui place le site à 2 km en amont du pont de Marolles pour la D29.

#### Âge du bronze
Une nécropole de l'âge du bronze se trouve à la Croix de la Mission.
En 1960 Daniel Jalmain repère aux Gours du Lion trois enceintes : une circulaire, une rectangulaire et une réniforme. En 1966, l'avancement de l'exploitation de la gravière met au jour de nombreux vestiges du Néolithique et de l'âge du bronze ainsi que, le 21 juillet 1966, une sépulture collective à faible profondeur associée à une autre enceinte circulaire,,,. Une initiative du chauffeur du bulldozer épargne une bonne partie de ces vestiges. Le directeur des antiquités préhistoriques régionales de l'époque est Gérard Baillou, déjà collaborateur de André Leroi-Gourhan à Arcy et à Pincevent. Le Cercle Archéologique de Bray-sur-Seine, dont Daniel et Claude Mordant, est alerté. Se joignent Dominique Lefranc, Claude Masset et Jean Leclerc du Centre de recherches préhistoriques et protohistoriques de la Faculté des Lettres et Sciences humaines de Paris. Depuis son chantier de fouilles de Pincevent, Leroi-Gourhan envoie aux Gours du Lion du matériel et quelques fouilleurs pour renforcer l'équipe sur place. 

Les vestiges découverts s'échelonnent entre les périodes néolithique et gallo-romaine.

#### Protohistoire
En 1967, l'exploitation de la gravière des Gours du Lion a déjà détruit presque totalement une grande enceinte rectangulaire, probablement de La Tène.

#### Antiquité
Aux Gours du Lion, des inhumations gallo-romaines ont été mises au jour vers 1940 dans de petites gravières proches de l'exploitation de la SGREG.

### Moyen Âge
Il existait sur la commune la villa mérovingienne de Childebrand Ier, revendue au Comte Aubert en 786.
Le passé du village se confond avec celui de Saint-Germain-Laval. En 1154, Louis VII confère la seigneurie de Marolles à l’abbaye de Saint-Germain-des-Prés. La seigneurie est également fortement liée aux familles champenoises de Villemaur et de Pougy.
Jusqu'au XVIIIe siècle Marolles-sur-Seine dispose de deux églises : Saint-Georges et Saint-Germain.

## Politique et administration

### Liste des maires
| Période                                  | Période  | Identité          | Étiquette | Qualité               |
| ---------------------------------------- | -------- | ----------------- | --------- | --------------------- |
| Les données manquantes sont à compléter. |          |                   |           |                       |
| ca. 1977                                 |          | Jean Dumoulinneuf | Mod.      | Cadre d'entreprise    |
| juin 1995                                | mai 2020 | Philippe Lévêque  |           | Retraité              |
| mai 2020                                 | En cours | Julien Poireau    |           | Formateur indépendant |

## Équipements et services

### Service de crémation
Sur la Zone d'Activités Saint-Donain est en service depuis le 09/09/2023 un crématorium géré par le groupe Funécap pour le compte de la Communauté de Communes du Pays de Montereau.
Le bâtiment se trouve à environ 400 mètres du péage A5.
Site officiel: https://montereau.crematoriums.fr/

### Eau et assainissement
L’organisation de la distribution de l’eau potable, de la collecte et du traitement des eaux usées et pluviales relève des communes. La loi NOTRe de 2015 a accru le rôle des EPCI à fiscalité propre en leur transférant cette compétence. Ce transfert devait en principe être effectif au 1er janvier 2020, mais la loi Ferrand-Fesneau du 3 août 2018 a introduit la possibilité d’un report de ce transfert au 1er janvier 2026,.

#### Assainissement des eaux usées
En 2020, la gestion du service d'assainissement collectif de la commune de Marolles-sur-Seine est assurée par la communauté de communes Pays de Montereau (CCPM) pour la collecte, le transport et la dépollution. Ce service est géré en délégation par une entreprise privée, dont le contrat arrive à échéance le 31 décembre 2026,,.
L’assainissement non collectif (ANC) désigne les installations individuelles de traitement des eaux domestiques qui ne sont pas desservies par un réseau public de collecte des eaux usées et qui doivent en conséquence traiter elles-mêmes leurs eaux usées avant de les rejeter dans le milieu naturel. La communauté de communes Pays de Montereau (CCPM) assure pour le compte de la commune le service public d'assainissement non collectif (SPANC), qui a pour mission de vérifier la bonne exécution des travaux de réalisation et de réhabilitation, ainsi que le bon fonctionnement et l’entretien des installations. Cette prestation est déléguée à la SAUR, dont le contrat arrive à échéance le 31 décembre 2026,.

#### Eau potable
En 2020, l'alimentation en eau potable est assurée par la communauté de communes Pays de Montereau (CCPM) qui en a délégué la gestion à une entreprise privée, dont le contrat expire le 31 décembre 2026,.

## Population et société

### Démographie
L'évolution du nombre d'habitants est connue à travers les recensements de la population effectués dans la commune depuis 1793. Pour les communes de moins de 10 000 habitants, une enquête de recensement portant sur toute la population est réalisée tous les cinq ans, les populations de référence des années intermédiaires étant quant à elles estimées par interpolation ou extrapolation. Pour la commune, le premier recensement exhaustif entrant dans le cadre du nouveau dispositif a été réalisé en 2007.

En 2022, la commune comptait 1 793 habitants, en évolution de +4,12 % par rapport à 2016 (Seine-et-Marne : +3,92 %, France hors Mayotte : +2,11 %).
| 1793 | 1800 | 1806 | 1821 | 1831 | 1836 | 1841 | 1846 | 1851 |
| ---- | ---- | ---- | ---- | ---- | ---- | ---- | ---- | ---- |
| 450  | 495  | 476  | 396  | 501  | 480  | 517  | 583  | 610  |

| 1856 | 1861 | 1866 | 1872 | 1876 | 1881 | 1886 | 1891 | 1896 |
| ---- | ---- | ---- | ---- | ---- | ---- | ---- | ---- | ---- |
| 572  | 608  | 630  | 620  | 596  | 577  | 635  | 586  | 573  |

| 1901 | 1906 | 1911 | 1921 | 1926 | 1931 | 1936 | 1946 | 1954 |
| ---- | ---- | ---- | ---- | ---- | ---- | ---- | ---- | ---- |
| 553  | 544  | 556  | 472  | 507  | 525  | 460  | 519  | 505  |

| 1962 | 1968 | 1975 | 1982 | 1990  | 1999  | 2006  | 2007  | 2012  |
| ---- | ---- | ---- | ---- | ----- | ----- | ----- | ----- | ----- |
| 449  | 631  | 656  | 919  | 1 239 | 1 357 | 1 542 | 1 563 | 1 618 |

| 2017  | 2022  | - | - | - | - | - | - | - |
| ----- | ----- | - | - | - | - | - | - | - |
| 1 748 | 1 793 | - | - | - | - | - | - | - |

### Associations
Marolles-sur-Seine compte trois associations culturelles :
- une chorale, nommée le Gai Printemps ;
- une association proposant des cours et ateliers de théâtre, guitare, anglais et chant nommée Marolles en Scène ;
- un club de danse de salon.

## Économie

### Revenus de la population et fiscalité
En 2017, le nombre de ménages fiscaux de la commune était de 646, représentant 1 748 personnes et la  médiane du revenu disponible par unité de consommation  de 22 170 euros.

### Emploi
En 2017 , le nombre total d’emplois dans la zone était de 599, occupant 744 actifs  résidants.
Le taux d'activité de la population (actifs ayant un emploi) âgée de 15 à 64 ans s'élevait à 68,2 % contre un taux de chômage de 5,9 %.
Les 25,9 % d’inactifs se répartissent de la façon suivante : 11 % d’étudiants et stagiaires non rémunérés, 7,4 % de retraités ou préretraités et 7,5 % pour les autres inactifs.

### Entreprises et commerces
En 2018, le nombre d'établissements actifs était de 104 dont 19 dans l’industrie manufacturière, industries extractives et autres, 14 dans la construction, 36 dans le commerce de gros et de détail, transports, hébergement et restauration, 1 dans l’information et communication, 3 dans les activités financières et d'assurance, 1 dans les activités immobilières, 14 dans les activités spécialisées, scientifiques et techniques et activités de services administratifs et de soutien, 10 dans l’administration publique, enseignement, santé humaine et action sociale et 6  étaient relatifs aux autres activités de services.
En 2019,  28 entreprises ont été créées sur le territoire de la commune, dont 24 individuelles.
- Sablières. Exploitations agricoles.

### Secteurs d'activité

#### Agriculture
Marolles-sur-Seine est dans la petite région agricole dénommée la « Bassée » ou « Basse Seine », au sud-est du département. En 2010, l'orientation technico-économique de l'agriculture sur la commune est la culture de céréales et d'oléoprotéagineux (COP).
Si la productivité agricole de la Seine-et-Marne se situe dans le peloton de tête des départements français, le département enregistre un double phénomène de disparition des terres cultivables (près de 2 000 ha par an dans les années 1980, moins dans les années 2000) et de réduction d'environ 30 % du nombre d'agriculteurs dans les années 2010. Cette tendance se retrouve au niveau de la commune où le nombre d’exploitations est passé de 15 en 1988 à 9 en 2010. Parallèlement, la taille de ces exploitations augmente, passant de 67 ha en 1988 à 123 ha en 2010.
Le tableau ci-dessous présente les principales caractéristiques des exploitations agricoles de Marolles-sur-Seine, observées sur une période de 22 ans : 
|                                      | 1988  | 2000 | 2010  |
| ------------------------------------ | ----- | ---- | ----- |
| Dimension économique,                |       |      |       |
| Nombre d’exploitations (u)           | 15    | 9    | 9     |
| Travail (UTA)                        | 22    | 10   | 8     |
| Surface agricole utilisée (ha)       | 1 006 | 864  | 1 111 |
| Cultures                             |       |      |       |
| Terres labourables (ha)              | 1 002 | 864  | 1 078 |
| Céréales (ha)                        | 755   | 599  | 714   |
| dont blé tendre (ha)                 | 389   | 333  | 395   |
| dont maïs-grain et maïs-semence (ha) | 214   | 109  | s     |
| Tournesol (ha)                       | 115   | s    | 91    |
| Colza et navette (ha)                | s     | s    | 115   |
| Élevage                              |       |      |       |
| Cheptel (UGBTA)                      | 26    | 0    | 57    |

## Culture locale et patrimoine

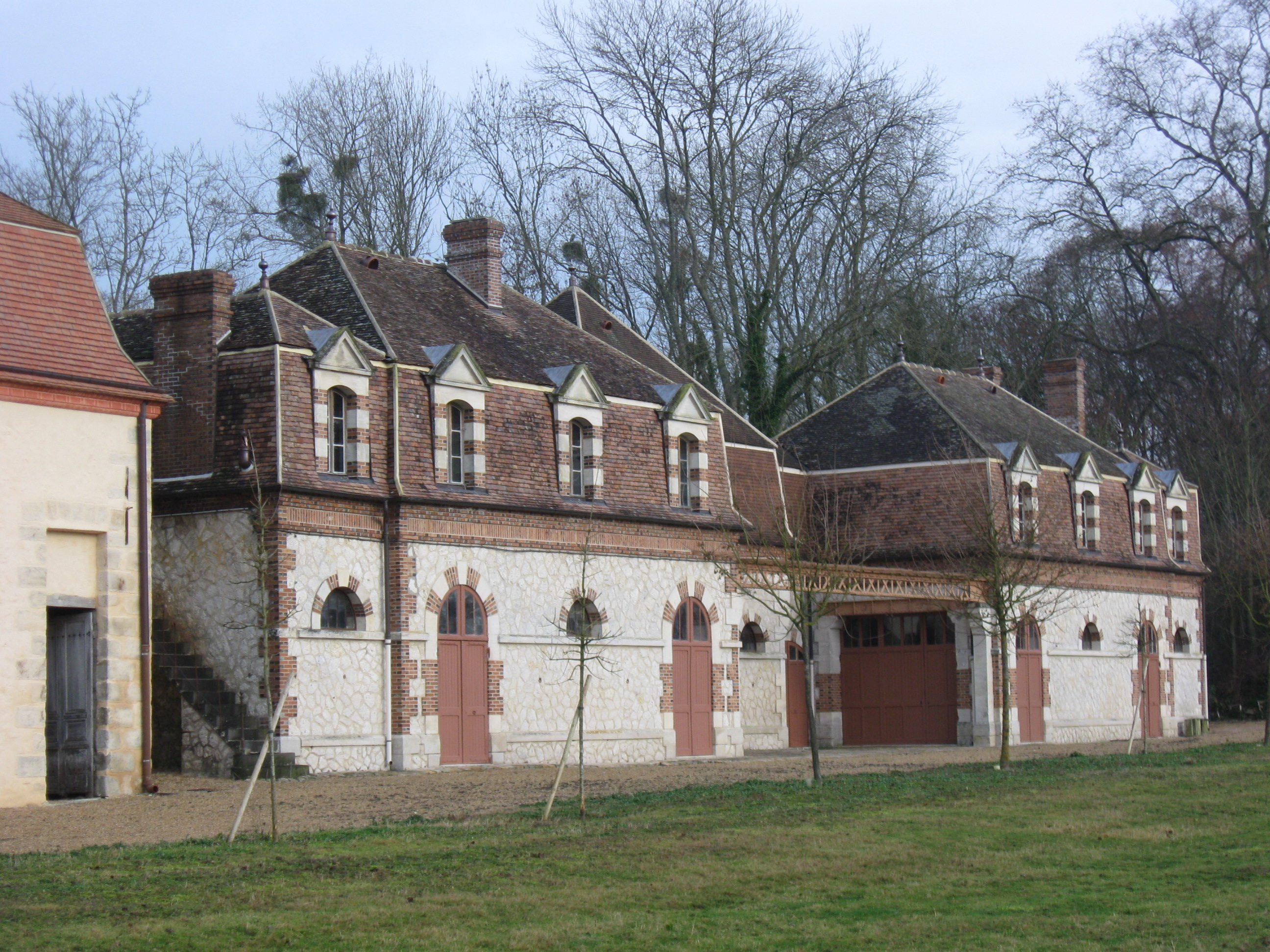
Communs du château des Motteux.

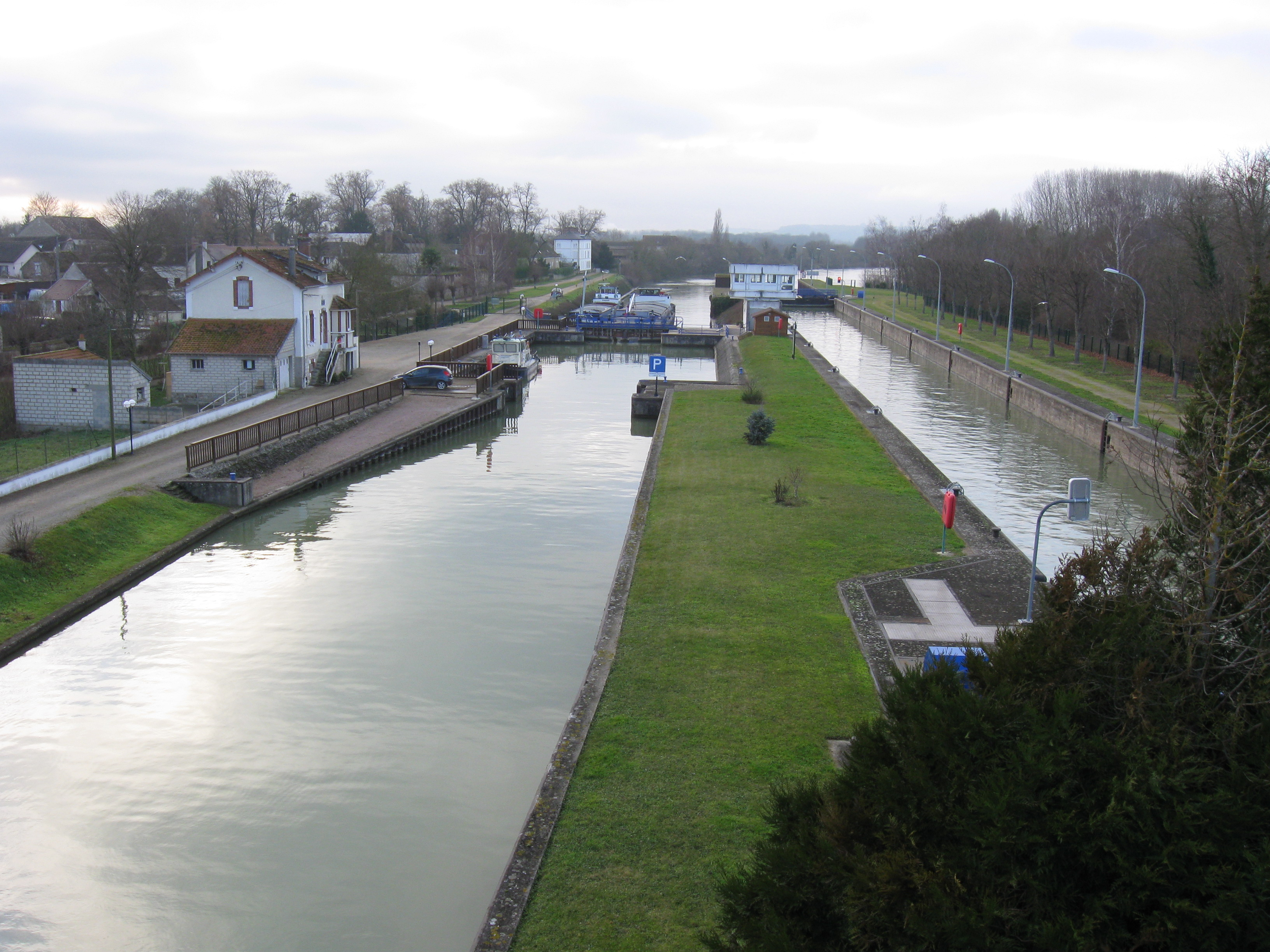
L'écluse sur la Seine.

### Lieux et monuments
- Château des Motteux, (XVIe et XVIIIe siècles)

Édifice inscrit au titre des monuments historiques.
- L'église Saint-Germain, (XIIe - XVIIIe siècle)

Elle contient de nombreux objets classés (fonts baptismaux, retable du maître-autel, tableaux).
- Château et ferme de Saint-Donain, (XVIIIe et XIXe siècles)

À l'emplacement d'un prieuré aujourd'hui disparu.
- La réserve ornithologique du Carreau-Franc.
- L'écluse sur la Seine.

### Personnalités liées à la commune
- Adolphe Vuitry (1813-1885), avocat, économiste et homme politique français, fut le propriétaire du domaine de Saint-Donain.
- Christopher Nkunku (1997 - ) footballeur international français qui a grandi à Marolles

### Héraldique
| Blason de Marolles-sur-Seine | Blason  | Tiercé ondé en fasce : au 1) d’azur au chevalier (oiseau) d’argent accosté de deux fleurs de lys d’or, au 2) de gueules aux deux chevrons d’argent, au 3) d’or à l’urne funéraire du bronze ancien de gueules. |
| Blason de Marolles-sur-Seine | Détails | |